# Колония (Секретные материалы)
«Колония» (англ. «Colony») — шестнадцатый эпизод второго сезона сериала «Секретные материалы». Премьера состоялась 10 февраля 1995 года на телеканале FOX. Эпизод относится к числу тех, что раскрывают основную «мифологию сериала», заданную в первой серии. Эпизод является первой частью истории, сюжет которой в дальнейшем раскрывается в следующей серии «Секретных материалов» под названием «Конец игры». В этом эпизоде впервые появляется персонаж по имени Инопланетный охотник.
Специальные агенты ФБР Малдер и Скалли решают приняться за расследование, когда анонимно получают три газетных некролога на трёх людей, которые выглядят, как близнецы. Все они работали в клиниках по абортам и не являются братьями. Никто не знал, что во время патрулирования Арктических вод подводная лодка США обнаружила транспорт пришельца и теперь Инопланетный охотник находится на свободе и совершает убийства. Мир Малдера переворачивается с ног на голову, когда ему звонит отец с просьбой срочно приехать домой. Там он находит молодую женщину — свою сестру Саманту, похищенную пришельцами 22 года назад. Она рассказывает Фоксу, что за ними охотится пришелец и что её жизнь находится в опасности. Скалли удивлена, когда напарник ей звонит — ведь Малдер стоит прямо перед ней...

## Сюжет
Эпизод начинается «в середине дела»: Малдер (Дэвид Духовны) лежит в больничном отсеке где-то на просторах Арктики. Как только доктора начинают погружать его в ванну с водой, вмешивается Скалли (Джиллиан Андерсон), которая утверждает, что только холод может спасти жизнь её напарнику. Внезапно на кардиомониторе Малдера пропадает сердцебиение...
Двумя неделями ранее в море Бофорта команда корабля заметила в небе огонёк, который вскоре рухнул в море. Тело, которое вытащили из воды, как выяснилось, принадлежало Инопланетному охотнику. Двумя днями позже Охотник прибывает в клинику абортов в Скрантон (Пенсильвания) и убивает доктора, втыкая в основание его шеи тонкую иглу, затем поджигает здание и исчезает. Малдер получает письмо, в котором содержатся некролог на смерть доктора, с информацией по двум аналогичным смертям докторов. После разговора со священником — противником абортов, который угрожал одному из докторов, Малдер обнаруживает в газете объявление, с помощью которого один человек ищет другого в Сиракузах (штат Нью-Йорк).
Малдер вызывает агента Вейсса и заставляет его отправиться в дом к одному из докторов, Аарону Бейкеру. Когда Вейсс приходит, то застаёт Инопланетного охотника, убивающего Бейкера. Вейсс кидается на колониста и стреляет в него, но зелёная кровь Охотника отравляет Вейсса. Прибывшие Малдер и Скалли встречают Вейсса, который говорит им, что дома никого не было. Когда агенты уходят, обнаруживается, что настоящий Вейсс мёртв, а Инопланетный охотник принял его внешность.
Уолтер Скиннер после сообщения о смерти Вейсса закрывает дело. Малдер и Скалли находят контакт другого доктора, очень похожего на Аарона Бейкера — Джеймса Дикенса. Они встречаются с агентом ЦРУ Амброзом Чепелом, который рассказывает им, что все погибшие доктора являются частью русского генетического эксперимента под кодовым названием «Грегор». Доктора, являвшиеся по сути клонами, были убиты по соглашению между правительством США и России. Малдер, Скалли и Чепел отправляются в дом Дикенса, но когда доктор видит агента ЦРУ, то выпрыгивает из окна и убегает. Троица преследует беглеца и Чепел, который на самом деле является Инопланетным охотником, убивает Дикенса на аллее. Скалли прибегает слишком поздно и не видит убийства, но обращает внимание на странные следы вокруг останков Дикенса — лужицы едкой зелёной жижи.
Скалли расспрашивает Малдера о Чепеле, но Малдер, несмотря ни на что, верит ЦРУшнику. Дана проводит вскрытие тела агента Вейсса и обнаруживает, что его кровь свернулась, а количество красных кровяных телец невероятно высоко. Малдер тем временем срочно вызван домой. По адресу, который Скалли обнаруживает в сумке из дома Дикенса, находится лаборатория, в которой Чепел уничтожил всё, что там находилось.
Малдер приезжает в дом своего отца, где встречает женщину, утверждающую, будто она — его сестра Саманта. Саманта утверждает, что её вернули в девятилетнем возрасте, без памяти, а о похищении она смогла вспомнить только благодаря регрессивному гипнозу. Она рассказывает Малдеру, что и Инопланетный охотник, и клоны на самом деле являются пришельцами, и пока все клоны не будут мертвы, Охотник не остановится. А следом он придёт за ней. Тем временем, чтобы скрыться от агента Чепела, Скалли отправляется в отель. Вернувшись в лабораторию, она обнаруживает ещё четырёх клонов, которые утверждают, что они — последние. Она организует их переправку в безопасное место, но Инопланетный охотник выслеживает Скалли. В её номер отеля стучится Малдер, Скалли впускает его и через мгновение ей звонит настоящий Малдер.

## В ролях
- Митч Пиледжи в роли Уолтера Скиннера
- Меган Литч в роли Саманты Малдер
- Брайан Томпсон в роли Инопланетного охотника
- Питер Донат в роли Уильяма Малдера
- Ребекка Тулан в роли Тины Малдер
- Дана Глэдстоун в роли доктора Лэндона Принса/Клонов Грегора
- Том Батлер в роли агента ЦРУ Амброуза Чепела
- Эндрю Джонстон в роли агента Бэррэта Вейсса
- Стивен Уильямс в роли мистера Х
- Дэвид Л. Гордон в роли агента ФБР
- Майкл МакДональд в роли полицейского метро
- Каппер МакИнайр в роли тюремщика
- Бонни Хэй в роли полевого доктора
- Джеймс Лирд в роли сержанта Эла Диксона
- Линден Бэнкс в роли Кэлвина Систранка
- Ким Рестелл в роли газетного менеджера
- Ричард Саржент в роли капитана
- Ким Робертс в роли владельца
- Майкл Роджерс в роли члена экипажа
- Оливер Бекер в роли второго доктора